# 刨冰

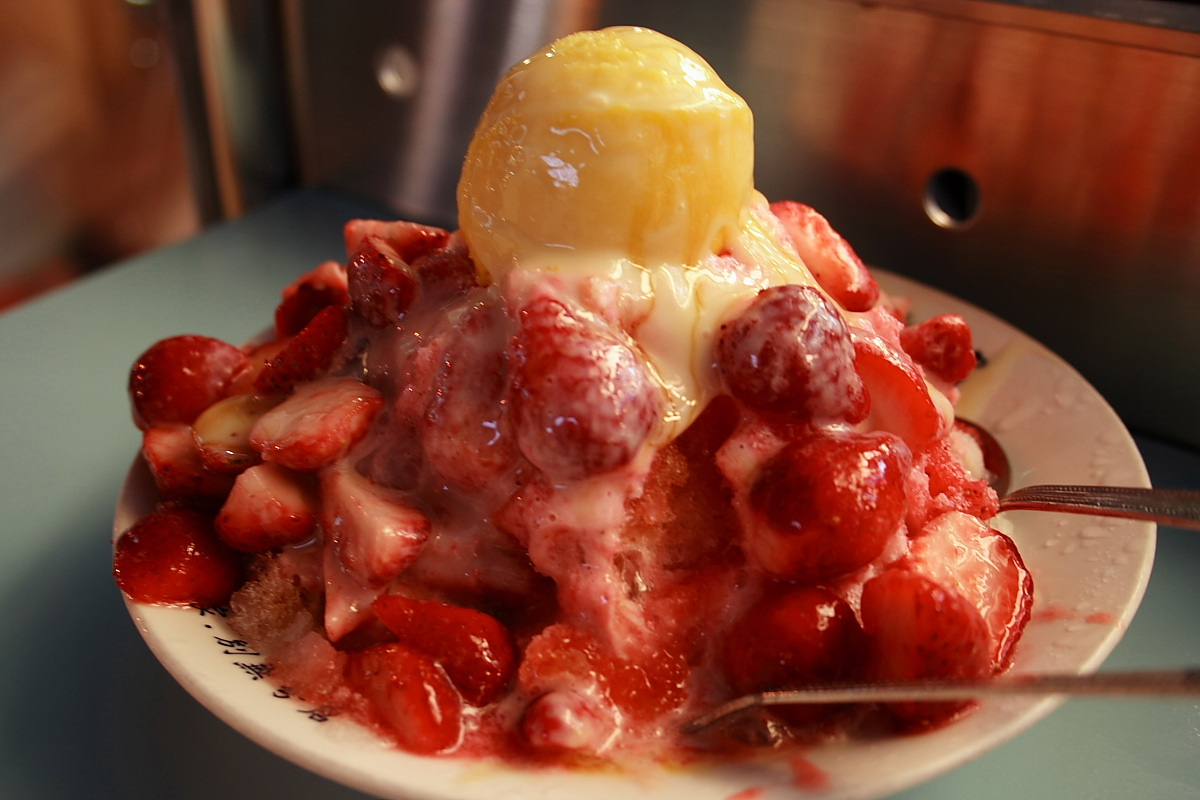
一碗佐上煉乳、冰淇淋的草莓挫冰

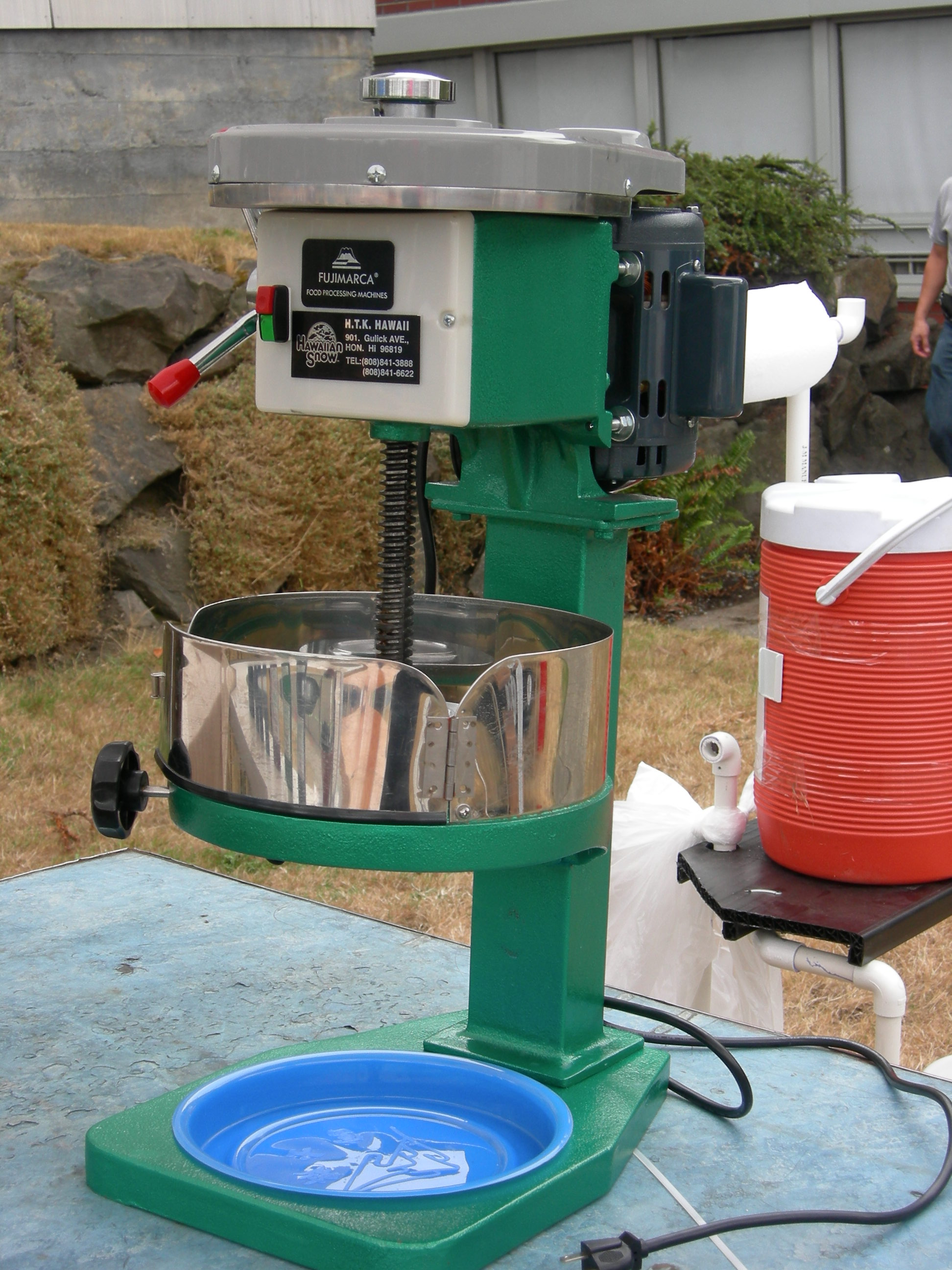
電動刨冰機

刨冰，臺灣台語正字為礤冰，音tshuah-ping，俗寫剉冰。台灣客家語則主要稱為刷冰或擦冰。是一種冰品，將冰塊用特殊機器或手工用刨刀、鑿刀刨細，在上面添加不同配料，或是容器內先放好配料再切冰灑其上，其中又以芒果、豆花、芋頭等配料最受台灣民眾喜愛。根據刨出來的碎冰細緻程度造成口感上的不同，再進一步區分成雪花冰、綿綿冰、泡泡冰等不同冰種。

## 歷史
日治時代隨著製冰技術從日本傳入台灣，最初是清冰。

## 分類法
依冰的細緻度可以分為普通刨冰和雪花冰。
依照配料的不同，糖漿之有無，可細分為以下幾類：

### 糖漿類
- 濃縮果汁：草莓糖漿、哈密瓜糖漿、檸檬糖漿、百香果糖漿等
- 加入糖水、乳酸飲料、咖啡、黑糖、煉乳等

### 非糖漿類配料
- 水果：各式新鮮水果去皮後，切片或切塊：芒果冰
- 霜淇淋
- 果凍、仙草、布丁、豆花、粉粿、粉角、愛玉
- 豆類與雜糧：花豆（大紅豆）、小紅豆、綠豆、花生、薏仁、蕃薯、芋頭、燕麥
- 西穀米、粉圓、芋圓、地瓜圓
- 湯圓、小湯圓（通常為紅、白兩色，裡面不包餡料）
- 米苔目
- 巧克力豆、軟糖

### 依配料命名
- 清冰：使用水、砂糖、香蕉油混合後凍結而成的冰塊製作
- 四果冰：楊桃、鳳梨、芒果青、李鹹（紅肉李），是以傳統古法醃製而成，再淋上糖水，水果。
- 八寶冰：花豆（大紅豆）、小紅豆、綠豆、花生、小湯圓、芋頭、杏仁豆腐、仙草、蕃薯或芋頭做的「芋圓」、玉米........
- 紅豆煉乳刨冰：在碎冰表面上淋上糖漿、煮軟的紅豆，最後再淋煉乳
- 黑砂糖刨冰：以黑砂糖糖水代替一般的砂糖糖水
- 宇治金時：抹茶及紅豆，日式刨冰的一種

## 相關項目
- 臺灣小吃
- 台灣飲食
- 冰菓室

飲料
- 思樂冰（Slurpee）
- 清補涼（Ching bo leung）
- 珍多冰（Cendol）

冰品
- 泡泡冰
- 豐仁冰
- Spaghettieis（德语：Spaghettieis），德國冰淇淋，義大利麵條上，淋上冰淇淋